# Batalion KOP „Dederkały”

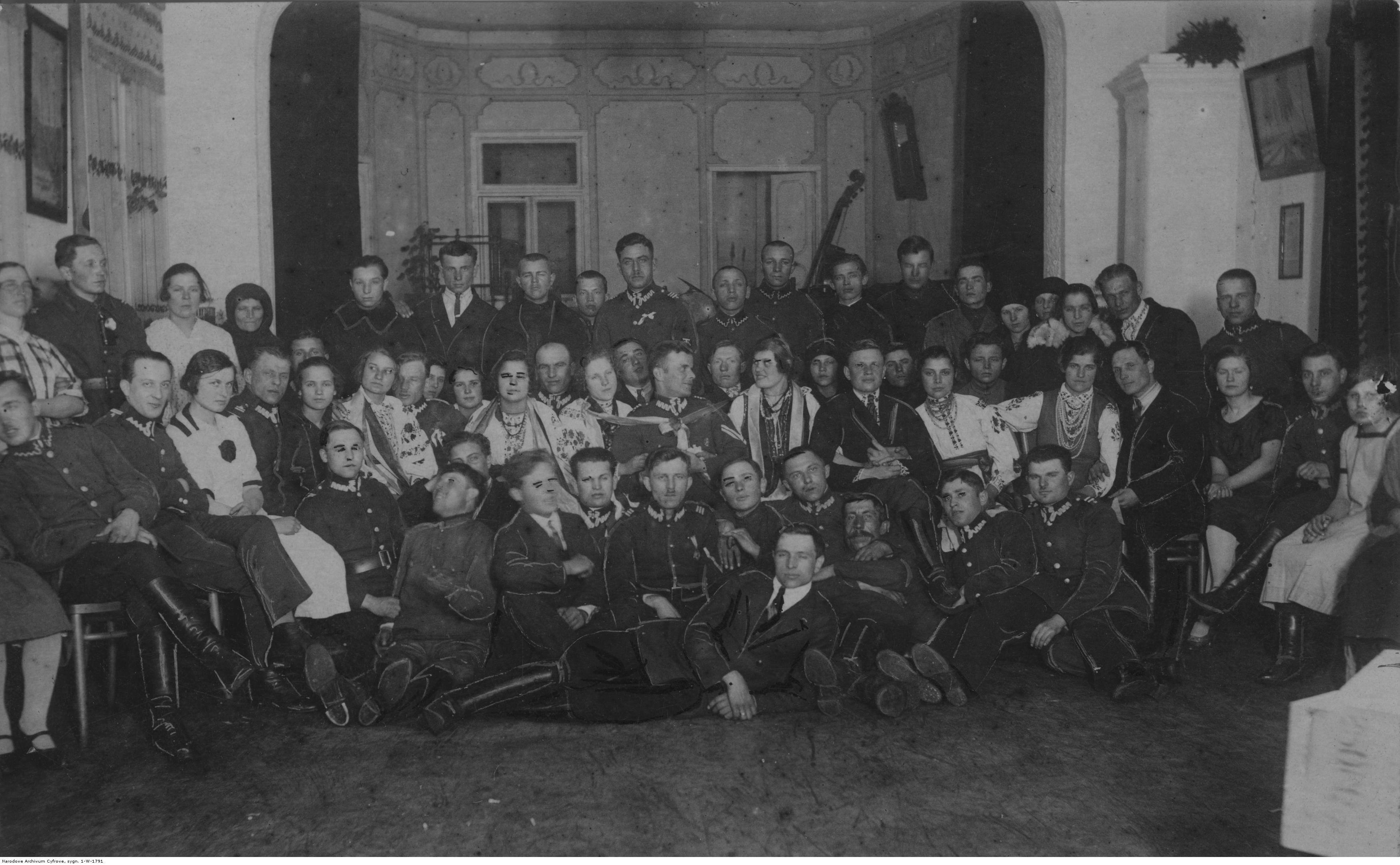
Amatorski teatr żołnierski w 4 batalionie KOP „Dederkały”

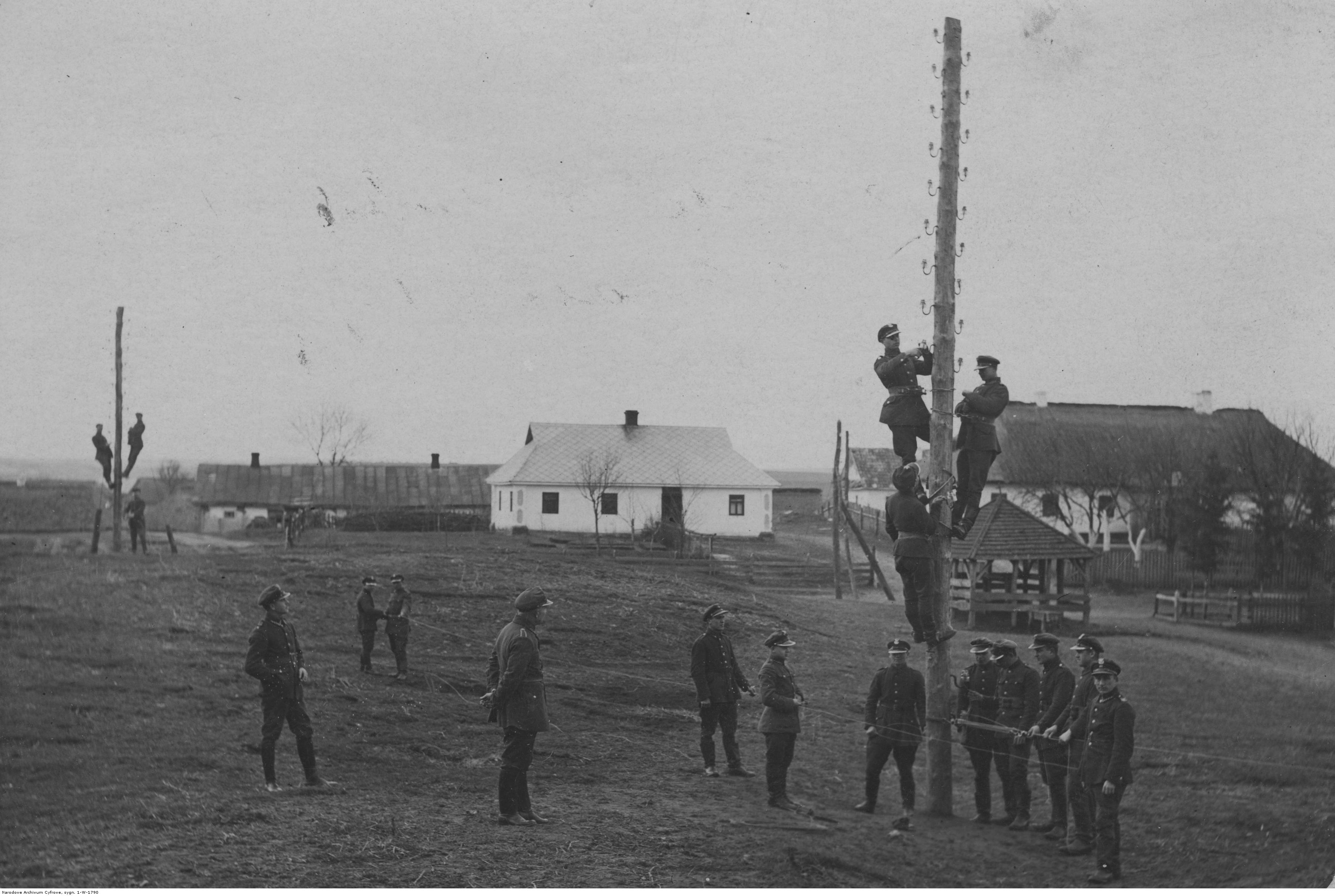
Zakładanie linii telefonicznej w 4 batalionie KOP „Dederkały”

Batalion KOP „Dederkały” – pododdział piechoty, podstawowa jednostka taktyczna Korpusu Ochrony Pogranicza.

## Formowanie i zmiany organizacyjne
Na posiedzeniu Politycznego Komitetu Rady Ministrów, w dniach 21-22 sierpnia 1924, zapadła decyzja powołania Korpusu Wojskowej Straży Granicznej. 12 września 1924 Ministerstwo Spraw Wojskowych wydało rozkaz wykonawczy w sprawie utworzenia Korpusu Ochrony Pogranicza, a 17 września instrukcję określającą jego strukturę. W pierwszym etapie organizacji KOP sformowano 1 Brygadę Ochrony Pogranicza, a w jej składzie 4 batalion graniczny „Dederkały”. Podstawą formowania był rozkaz szefa Sztabu Generalnego L. dz. 12044/O.de B./24 z dnia 27 września 1924.
W jego skład wchodziły: cztery kompanie piechoty, drużyna dowódcy batalionu i pluton łączności. Według etatu liczy on 25 oficerów, 200 podoficerów i 603 szeregowców. Jego uzbrojenie stanowiły: 2 ciężkie karabiny maszynowe, 48 ręcznych km, 48 garłaczy, 439 karabinów, 280 karabinków i 32 pistolety. Środki transportu to 15 wozów taborowych, 1 motocykl i 7 rowerów. Dowództwo rozlokowało się we wsi Dederkały w budynku prywatnym .
3 października 1924 major Kazimierz Jan Galiński z 34 pp został przeniesiony do KOP i wyznaczony na stanowisko dowódcy batalionu. Długość ochranianego przez batalion odcinka granicy wynosiła 86 kilometrów, przeciętna długość pododcinka kompanijnego to 21 kilometry, a strażnicy 5 kilometrów. Odległość dowództwa batalionu od dowództwa brygady wynosiła 55 kilometrów.
W 1929 1 Brygada Ochrony Pogranicza została przemianowana na Brygadę KOP „Wołyń”, a wchodzący w jej skład 4 batalion graniczny otrzymał obok numeru nazwę wyróżniającą „Dederkały”. W tym czasie na uzbrojeniu posiadał 880 karabinów Berthier wz.1916, 64 ręczne karabiny maszynowe Chauchat wz. 1915 i 2 ciężkie karabiny maszynowe wz.1914.
W 1931 4 batalion graniczny „Dederkały” został przemianowany na batalion KOP „Dederkały”.
W wyniku reorganizacji batalionu w 1931, w miejsce istniejących plutonów karabinów maszynowych, utworzono kompanię karabinów maszynowych. Rozwinięto też kadry kompanii szkolnej do pełnoetatowej kompanii odwodowej. Po przeprowadzonej reorganizacji „R.2” batalion składał się z dowództwa batalionu, plutonu łączności, kompanii karabinów maszynowych, kompanii odwodowej i czterech kompanii granicznych.
W listopadzie 1936 batalion etatowo liczył 22 oficerów, 77 podoficerów, 28 nadterminowych i 741 żołnierzy służby zasadniczej.
Rozkazem dowódcy KOP z 23 lutego 1937 została zapoczątkowana pierwsza faza reorganizacji Korpusu Ochrony Pogranicza „R.3”. Batalion otrzymał nowy etat. Był jednostką administracyjną dla szwadronu kawalerii KOP „Dederkały”, posterunku żandarmerii KOP „Dederkały”, komendy powiatu pw KOP „Krzemieniec”. W związku z likwidacją Brygady KOP „Wołyń”, batalion został podporządkowany dowódcy pułku KOP „Zdołbunów”.
Z dniem 15 maja 1939 batalion stał się oddziałem gospodarczym. Stanowisko kwatermistrza batalionu przemianowane zostało na stanowisko zastępcy dowódcy batalionu do spraw gospodarczych, płatnika na stanowisko oficera gospodarczego, zastępcy oficera materiałowego dla spraw uzbrojenia na zbrojmistrza, zastępcy oficera materiałowego dla spraw żywnościowych na oficera żywnościowego.
Zmobilizowany batalion został włączony w struktury rezerwowej 38 Dywizji Piechoty jako III batalion 98 pułku piechoty, dzieląc losy innych jednostek armii Karpaty.
Po odejściu batalionu przeznaczonego dla 38 Dywizji Piechoty garnizon jednostki w Dederkałach wyposażył i doprowadził do stanu etatowego (poprzez wcielenie nowych rekrutów i rezerwistów) jednostkę na nowo od podstaw. Batalion wszedł w skład pułku KOP "Równe" i po 17 września 1939 brał udział w obronie ówczesnej wschodniej granicy państwa przed radzieckim agresorem. 19 września otoczony i zmuszony do kapitulacji pod Dubnem.

## Służba graniczna
Batalion graniczny był podstawową jednostką taktyczną Korpusu Ochrony Pogranicza przeznaczoną do pełnienia służby ochronnej na powierzonym mu odcinku granicy polsko-radzieckiej, wydzielonym z pasa ochronnego brygady. Odcinek batalionu dzielił się na pododcinki kompanii, a te z kolei na pododcinki strażnic, które były „zasadniczymi jednostkami pełniącymi służbę ochronną”, w sile półplutonu. Służba ochronna pełniona była systemem zmiennym, polegającym na stałym patrolowaniu strefy nadgranicznej i tyłowej, wystawianiu posterunków alarmowych, obserwacyjnych i kontrolnych stałych, patrolowaniu i organizowaniu zasadzek w miejscach rozpoznanych jako niebezpieczne, kontrolowaniu dokumentów i zatrzymywaniu osób podejrzanych, a także utrzymywaniu ścisłej łączności między oddziałami i władzami administracyjnymi. Batalion graniczny KOP „Dederkały” w 1934 ochraniał odcinek granicy państwowej szerokości 101 kilometrów 51 metrów. Po odtworzeniu w 1939, batalion ochraniał granicę długości 101 kilometrów 51 metrów.
Wydarzenia

- W meldunku sytuacyjnym z 22 stycznia 1925 napisano:

18 stycznia 1925 o godz. 21.30 zatrzymano osiem osób za nielegalne przekroczenie granicy. Zatrzymani mieli przy sobie 135 rubli złotem, 4 ruble srebrne i pozłacaną bransoletkę.
19 stycznia 1925 na pododcinku kompanii nr 30 w pobliżu słupa 1812 strzelano od sowieckiej strony do naszego posterunku granicznego. Nasz żołnierz odpowiedział ogniem z karabinu.
19 stycznia 1925 o godz. 17.00 w okolicach Michajłówki w majątku Niedzwiadówka spalił się dom, który był zamieszkiwany przez pana Bucowicza. Wysłano tam patrole, które stwierdziły, że powstał on na skutek nieostrożnego obchodzenia się z ogniem.
19 stycznia 1925 na strażnicy KOP „Kozaczki” za usiłowanie przekroczenia granicy zatrzymano niejakiego Jana Żabnika.
- W meldunku sytuacyjnym z 21 stycznia 1925 napisano:

20 stycznia 1925 banda o nieznanej liczebności w odległości 3 km od Zbaraża dokonała napadu na folwark Swiate. Bandyci rzucili 3 granaty po których wybuchł pożar, a następnie podpalili oborę w której spaliły się 4 krowy. Banda po zrabowaniu 5 koni udała się na podwodach w kierunku wsi Gurby. Komendant posterunku Policji Państwowej zaalarmował oddziały asystencyjne 21 Pułku Ułanów w Buszczy. Dowódca szwadronu jeden pluton wysłał w pogoń za bandą, a drugi skierował w kierunku na Noworotczyce celem odcięcia bandzie odwrotu. Za bandą brały udział w pościgu oddziały asystencyjne i Policja Państwowa z Mizocza. Zarządzono zamknięcie granicy na pododcinkach kompanii 28, 29, 30. Dalszych szczegółów brak.
Nie dał rezultatu pościg za bandą, która dokonała napadu na folwark Swiate. Idący za bandą szwadron 21 Pułku Ułanów doszedł do Wilji nikogo nie spotykając. Dowódca szwadronu w Wilji usłyszał strzały z kierunku na Dowgieliszki i pomimo zmęczenia koni udał się tam natychmiast.
- W meldunku sytuacyjnym z 23 stycznia 1925 napisano:

Na pododcinku kompanii nr 31, między słupami granicznymi 1812 i 1813 oddano z bolszewickiej strony w kierunku naszego posterunku szereg strzałów, który również ostrzelał bolszewików.
21 stycznia 1925 na strażnicy „Juśkowce” podczas rozprowadzania posterunków o godz. 13.00 zauważono brak szer. Władysława Polaczka. Nieznany był powód jego zniknięcia. Prawdopodobnie został porwany przez bolszewików Dochodzenie w toku.
W związku z ukrywaniem się bandy, która napadła na Swiate i Dowgieliszki, lasy Nowomalińskie i Buszczańskie są patrolowane oraz wysłano wywiadowców, którzy mają znaleźć miejsce ukrycia się bandytów. Granica dalej jest zamknięta. Zasadzki i patrole otrzymały rozkad dopuszczenia bandytów na bliską odległość.
- W meldunku sytuacyjnym z 27 stycznia 1925 napisano:

Na pododcinku kompanii nr 33 – Białozórka w rejonie strażnicy 132 przytrzymano dwóch przemytników.
- W meldunku sytuacyjnym z 28 stycznia 1925 napisano:

25 stycznia 1925 o godz. 21.30 we wsi Zahorce wybuchł pożar. Spalił się dom mieszkalny, stodoła, cztery konie i dwie krowy. Nieznana była przyczyna podpalenia, prawdopodobnie z zemsty. Podpalacz został ujęty przez dowódcę strażnicy i przekazany Policji Państwowej, która prowadzi dalsze dochodzenie.
- W meldunku sytuacyjnym z 29 stycznia 1925 napisano:

W nocy z 26 na 27 stycznia 1925 na pododcinku kompanii nr 30 Dederkały słychać było strzały po bolszewickiej stronie oraz bolszewicy puszczali rakiety.
26 stycznia 1925 o godz. 11.30 na pododcinku kompanii nr 32 „Łanowce” po bolszewickiej stronie zauważono w Józkowcach duży pożar, a 27 stycznia również po bolszewickiej stronie w oddalonej od granicy o 1.800 m wsi Wiązowiec wybuchł pożar.
26 stycznia 1925 o godz. 21.00 na żołnierzy kompanii „Łanowce”, którzy wracali ze zmiany na wysokości toru kolejowego Józkowiec posypały się gęste strzały karabinowe. Nasi żołnierze odpowiedzieli ogniem kb i rkm i rzucili dwa granaty.
Awizowany na Szumsk lub Bryków napad band dywersyjnych na dzień 27/28 stycznia nie odbył się. Jednakowoż nocą z 27/28 stycznia na tym odcinku na naszą stronę usiłowały przejść dwie bandy, ale zostały odparte ogniem naszych patroli i uciekły z powrotem na sowiecka stronę korzystając z ciemności. Jedna z band liczyła osiem osób, druga niedokładnie rozpoznana kilkunastu.
- 6 marca 1925 por. piech. Jan Daniłowski dowódca plutonu 3. kompanii, popełnił samobójstwo strzałem z rewolweru[28]. Porucznik Daniłowski ur. 27 marca 1897 we wsi Kamionka, w powiecie ostrołęckim, w rodzinie Ludwika. Został przeniesiony do KOP z 7 pp Leg. Był odznaczony Krzyżem Walecznych (trzykrotnie)[29].
- 26 czerwca 1925 ppor. piech. Tadeusz Mączyński[c], dowódca plutonu, zdezerterował do ZSRR. Pierwszy komunikat opublikowany na łamach „Polski Zbrojnej” mówił o porwaniu porucznika Mączyńskiego przez bolszewicką zasadzkę urządzoną na terytorium RP w rejonie Dederkał Wielkich[33]. Z wyjaśnień złożonych przez innego dezertera - Euzebiusza Skarzyńskiego, który 3 lipca 1926 zdecydował się na ucieczkę z ZSRR do Polski wynikało, że Tadeusz Mączyński „kilka tygodni temu został aresztowany przez sowieckie władze polityczne. Aresztowanie nastąpiło wskutek tego, że Mączyński występował bardzo agresywnie przeciwko regimowi komunistycznemu, przyczem nie krył swojego rozczarowania, gdyż wyobrażał sobie, że w Rosji sowieckiej będzie lepiej, jak w Polsce”[34].
- 28 czerwca 1925, gdy poszukiwania podporucznika Mączyńskiego nie przyniosły żadnych rezultatów komendant posterunku KOP zażądał od posterunku sowieckiego wydania porwanego. Na tle ostrej wymiany zdań na ten temat doszło do zajścia, w którego trakcie grupa żołnierzy polskich przeszła granicę i zniszczyła budynek strażnicy sowieckiej, znajdujący się w niewielkiej odległości od granicy po czym wycofała się. Poseł sowiecki w Warszawie interweniował w tej sprawie w MSZ[35][36][37].

Bataliony sąsiednie:
- 11 batalion KOP „Ostróg” ⇔ 12 batalion KOP „Skałat”

## Walki batalionu
Walki o strażnice:

Batalion graniczny mjr. Stanisława Szabłowskiego, 17 września 1939 atakowały pododdziały 2 Korpusu Kawalerii komdiwa Fiodora Kostienki oraz 21 Oddziału Wojsk Pogranicznych NKWD. Na kierunku głównego uderzenia znalazła się 4 kompania „Białozórka”. Walki w dniu 17 września tak relacjonuje jej dowódca:

17 IX powiadomiony byłem o godz. 3:15 przez dowódcę strażnicy o przeprawie bolszewików przez Zbrucz na odcinku „Kopyczyńce”. Zarządziłem alarm na strażnicach i w odwodzie oraz pogotowie, zameldowałem do batalionu. Dowódca baonu rozkazał li tylko niestawianie oporu i dołączenie do baonu. 3:25 strażnice sygnalizują przejście granicy przez czołgi.

Strażnice 4 kompanii atakowane były przez 28 pułk kawalerii mjr. Diedeogłu przy wsparciu batalionu zmotoryzowanego 24 BPanc. Strażnica „Ośniki” spłonęła. Strażnica „Mołotków” stawiła opór, a potem wycofali się. Załoga strażnicy „Brzezina” opuściła strażnicę bez walki i dołączyła do kompanii. 4 kompania wycofała się z Białozórki w kierunku Krzemieńca.
3 kompania graniczna „Łanowce" nie była atakowana. Dowództwo nad wszystkimi siłami w Łanowcu objął mjr. kaw. Władysław Bobiński. Oddział mjr. Bobińskiego około 14:00 17 września otrzymał rozkaz gen. bryg. Piotra Skuratowicza nakazujący nieprzyjmowania walki i wycofania się do Krzemieńca. Oddział dotarł do Krzemieńca 18 września około 2:00. 3 kompania połączyła się z 4 kompanią graniczną „Białozórka” i pod dowództwem por. Kowalewskiego wycofała się w kierunku Brodów.
Strażnice 1. i .2 kompanii granicznej prawdopodobnie opuściły stanowiska bez walki i wycofały się w kierunku m.p. dowództw tych kompanii. Prawdopodobnie nie zdołały one dotrzeć do sił głównych baonu.
Dowództwo i kompania odwodowa batalionu wycofała się 17 września w kierunku Krzemieńca. Do celu dotarła w godzinach południowych 18 września. Tu batalion skapitulował przed dowódcą sowieckiego 21 Jampolskiego Oddziału Wojsk Pogranicznych NKWD. Pododdziały wycofały się do Szkrabotówki, gdzie miały być internowane. Do niewoli dostało się 125 żołnierzy, w tym 12 oficerów. Sowieci skonfiskowali: 8 ckm, 184 karabiny, 21 karabinków małokalibrowych, 6 rakietnic, 380 masek przeciwgazowych, 490 granatów, 74 000 naboi.

## Struktura organizacyjna batalionu

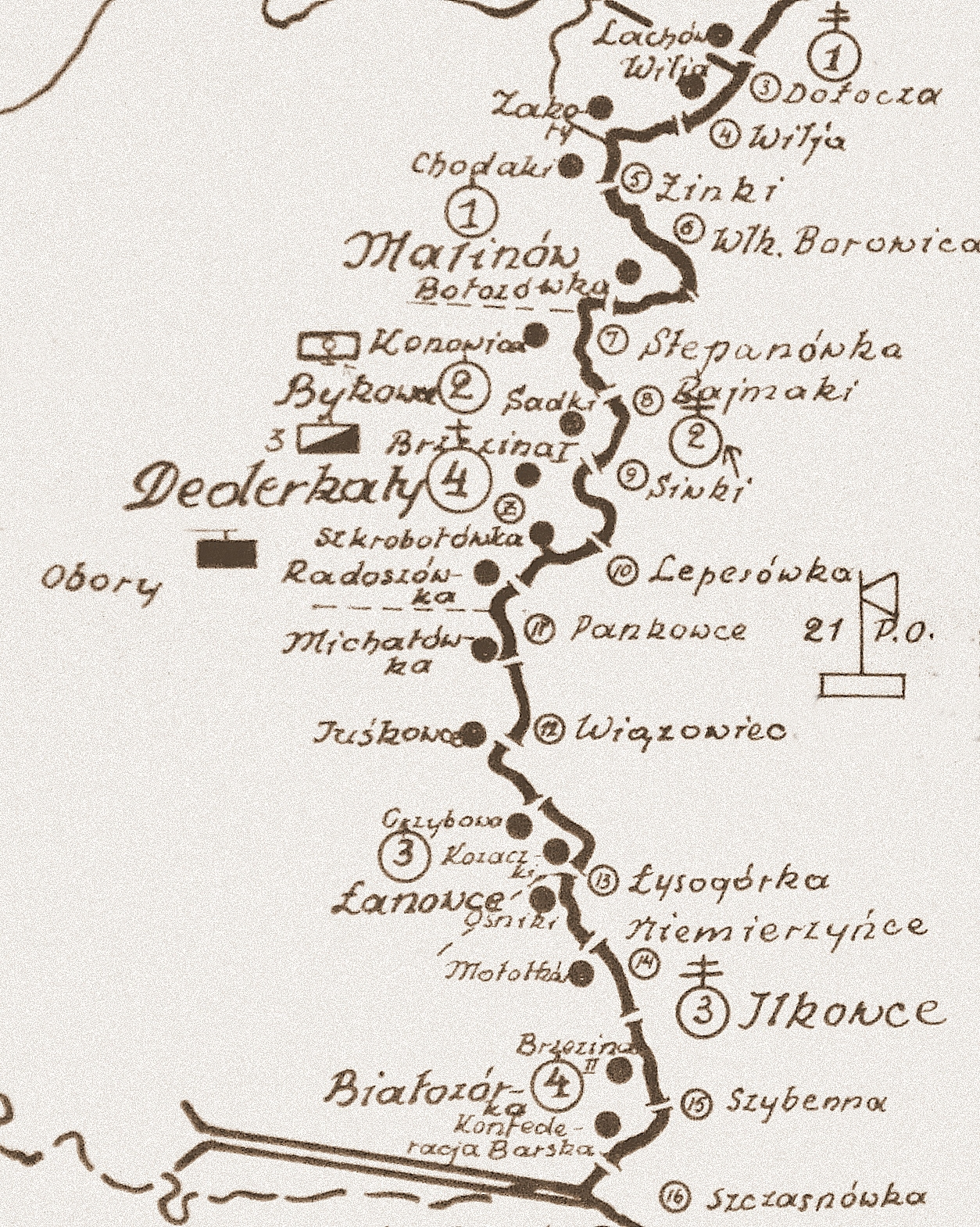
Rozmieszczenie batalionu KOP „Dederkały” w 1931

Organizacja batalionu w 1934:
- dowództwo batalionu − Dederkały Wielkie
- pluton łączności − Harmanka
- kompania odwodowa − Obory
- kompania karabinów maszynowych − Bykowce
- 1 kompania graniczna KOP „Malinów”
- 2 kompania graniczna KOP „Bykowce”
- 3 kompania graniczna KOP „Łanowce”
- 4 kompania graniczna KOP „Białozórka”

Odtworzona struktura organizacyjna w 1939
- dowództwo batalionu - Dederkały Wielkie
- kompania odwodowa - Obory
- kompania ckm - Bykowice
- pluton łączności - Hermanka
- szwadron kawalerii „Dederkały”
- 1 kompania graniczna KOP „Malinów”
- 2 kompania graniczna KOP „Bykowce”
- 3 kompania graniczna KOP „Łanowce”
- 4 kompania graniczna KOP „Białozórka”

## Żołnierze batalionu
| stopień     | imię i nazwisko              | okres pełnienia służby  | kolejne stanowisko          |
| ----------- | ---------------------------- | ----------------------- | --------------------------- |
| ppłk piech. | Kazimierz Jan Galiński       | (X 1924 – 6 IV 1929     |                             |
| mjr piech.  | Tadeusz Król                 | p.o.? był w 1926        |                             |
| mjr piech.  | Władysław Jan Zadembski      | 6 VII 1929 – 30 IV 1933 | Biuro Kontroli MSWojsk      |
| mjr piech.  | Nikodem Sulik                | 22 IV 1933 – 17 IV 1935 | dowódca baonu KOP „Stołpce” |
| mjr piech.  | Stanisław Konstanty Gąsiorek | 17 IV 1935 – 9 XI 1938  | dowódca I/77 pp             |
| mjr piech.  | Jan III Wojciechowski        | 15 XI 1938 – 1939       | dowódca III/98 pp           |
| mjr piech.  | Stanisław Szablowski         | IX 1939                 |                             |

Obsada personalna w 1928 
- dowódca batalionu – mjr Kazimierz Galiński
- adiutant batalionu – kpt. Stanisław II Konasiewicz
- kwatermistrz – kpt. Ludwik Jakubowski
- płatnik – kpt. Konstanty Grochowski-Greykowicz
- oficer materiałowy – kpt. Mikołaj Sukniewicz
- oficer żywnościowy – por. Jan Lebiedziewicz
- oficer wywiadowczy – por. Eugeniusz Płociński
- lekarz – kpt. lek. Wilhelm Idzik
- dowódca kompanii szkolnej – kpt. Alojzy II Nowak
- dowódca plutonu łączności – por. Tadeusz V Kowalski
- dowódca 1 kompanii granicznej – kpt. Antoni Przybylski
- dowódca 2 kompanii granicznej – kpt. Witold Kozak
- dowódca 3 kompanii granicznej – kpt. Kazimierz Damm
- dowódca 4 kompanii granicznej – kpt. Franciszek Löwi

Obsada personalna w grudniu 1934 
- dowódca batalionu – mjr Nikodem Sulik
- adiutant batalionu – por. Tadeusz Gąsiorowski
- kwatermistrz – kpt. Jan Brachaczek
- oficer materiałowy – kpt. Ignacy Górski
- płatnik – kpt. Zdzisław Cześnik
- lekarz – por. Bolesław Herchold
- dowódca plutonu łączności – por. Aleksander Krasucki
- dowódca kompanii odwodowej – kpt. Filip Kułacz
- dowódca kompanii karabinów maszynowych – kpt. Stanisław Izworski
- dowódca 1 kompanii granicznej – kpt. Walerian Wieleżyński
- dowódca 2 kompanii granicznej – kpt. Sylwester Trojanowski
- dowódca 3 kompanii granicznej – kpt. Jan Michalski
- dowódca 4 kompanii granicznej – kpt. Wacław Ligęziński
- komendant powiatowy PW i WF Krzemieniec – kpt. Stanisław Zwojszczyk

Obsada personalna batalionu w marcu – czerwcu 1939
- dowódca batalionu – mjr piech. Jan III Wojciechowski[d]
- adiutant batalionu – kpt. Franciszek Wojciechowski[e]
- kwatermistrz – kpt. piech. Zenon Tadeusz Wypychowski
- oficer materiałowy – kpt. adm. (piech.) Czesław Władysław Górski
- oficer płatnik – kpt. int. Henryk Hechler
- lekarz medycyny – kpt. lek. Kamil Niedźwiałowski
- dowódca 1 kompanii granicznej – kpt. piech. Ludomir Tarkowski[51]
- dowódca plutonu –
- dowódca 2 kompanii granicznej – kpt. piech. Włodzimierz Skibiński[f]
- dowódca plutonu –
- dowódca 3 kompanii granicznej – kpt. piech. Tadeusz Izydor Abramik[g]
- dowódca plutonu –
- dowódca 4 kompanii granicznej – kpt. piech. Tadeusz Naróg[h]
- dowódca plutonu –
- dowódca kompanii odwodowej – kpt. piech. Roman II Wróblewski[i]
- dowódca plutonu – por. piech. Stanisław Kaczówka
- dowódca plutonu – por. piech. Adolf Marian Wroński
- dowódca kompanii karabinów maszynowych – kpt. Stefan Syguła[j]
- dowódca plutonu – por. piech. Franciszek Bach[k]
- dowódca plutonu –
- dowódca plutonu łączności – por. piech. Michał Stanisław Kryplewski[l]

Obsada personalna batalionu we wrześniu 1939
- dowódca batalionu – mjr piech. Stanisław Szablowski †1940 Katyń[61]
- kwatermistrz – kpt. piech. Zenon Tadeusz Wypychowski †1940 Katyń[62]
- lekarz medycyny – kpt. lek. Kamil Niedźwiałowski[m] †29 III 1942 Wysokoje[66] (1943[63])
- dowódca 2 kompanii granicznej – por. piech. Stanisław Kaczówka †1940 Charków[67]
- dowódca 3 kompanii granicznej – kpt. piech. Witold Laskowski †1940 Charków[68]

### Żołnierze batalionu – ofiary zbrodni katyńskiej
Biogramy zamordowanych znajdują się na stronie internetowej Muzeum Katyńskiego
| Nazwisko i imię      | stopień              | zawód             | miejsce pracy przed mobilizacją | zamordowany |
| -------------------- | -------------------- | ----------------- | ------------------------------- | ----------- |
| Sidorczuk Jan        | podporucznik rezerwy | urzędnik wojskowy |                                 | Katyń       |
| Szajda Piotr         | podporucznik rezerwy | policjant         | posterunek w Surażu             | Katyń       |
| Koczera Tadeusz      | porucznik rezerwy    | nauczyciel        | Szkoła w Sadkach Wielkich       | Charków     |
| Piekarski Aleksander |                      | żołnierz          |                                 | Kalinin     |
| Rubas Jan            | starszy sierżant     |                   |                                 | ULK         |
| Tanenbaum Józef      | wachmistrz           |                   |                                 | ULK         |